# 2013年のジョージア
2013年のジョージアは、史上初めて、平和的な政権交代と議会共和制への移行を完了した。2012年10月に当時の大統領ミヘイル・サアカシュヴィリが率いていた「統一国民運動」を打破して政権を獲得した政党連合「ジョージアの夢」は、更なる民主改革の推進を公約した。「ジョージアの夢」のギオルギ・マルグヴェラシヴィリは2013年10月の大統領選挙にて勝利し、大統領権限を大きく減らして首相や行政府の権限を強めた新憲法を発効した。11月、「ジョージアの夢」の代表であるビジナ・イヴァニシヴィリ首相は政界引退を表明し、長年の盟友であったイラクリ・ガリバシヴィリを後継者に指名した。

## 政権在職者

### 中央政府
- 大統領: ミヘイル・サアカシュヴィリ（2004年1月25日 – 2013年11月17日）、ギオルギ・マルグヴェラシヴィリ（2013年11月17日 – 在任中）
- 首相: ビジナ・イヴァニシヴィリ（2012年10月25日 – 2013年11月20日）、イラクリ・ガリバシヴィリ（2013年11月20日 – 2015年12月30日）
- 国会議長: ダヴィッド・ウスパシュヴィリ（2012年10月21日 – 在任中）

### 自治共和国

#### アジャリア
- 首相: アルチル・ハバゼ（2012年10月30日 – 在任中）
- 最高評議会議長: アフタンジル・ベリゼ（2012年10月28日 – 在任中）

#### アブハジア
- 首相（亡命政府）: ギオルギ・バラミア（2009年6月15日 – 2013年4月5日）、ヴァフタング・コルバイア（代行; 2013年4月8日 – 在任中）
- 最高評議会議長（亡命政府）: エルグヤ・グヴァザヴァ（2009年3月20日 – 在任中）

### 係争領域

#### アブハジア
- 大統領: アレクサンドル・アンクヴァブ（2011年5月29日 – 2014年6月1日）
- 副大統領: ミハイル・ログア（2011年9月26日 – 2013年12月25日）
- 首相: レオニード・ラケルバヤ（2011年9月29日 – 2014年6月2日）
- 人民議会議長: ヴァレリ・ブガンバ（2012年4月3日 – 在任中）

#### 南オセチア
- 大統領: レオニード・チビロフ（2012年4月19日 – 在任中）
- 首相: ロスチスラフ・フガエフ（2012年4月26日 – 2014年1月20日）
- 国会議長: スタニスラフ・コチエフ（2012年7月2日 – 2014年6月23日）

## 出来事

### 1月
- 1月1日 – ジョージアは民主主義と経済発展のための機構GUAMにおいて輪番により議長国に就任した。これはジョージア、ウクライナ、アゼルバイジャン、モルドバの4カ国による国際機関である。[1]
- 1月5日 – トビリシ市裁判所は検察庁が提出した「受刑者に対する組織的・非人道的な処遇」による起訴を受けて、元司法大臣ズラブ・アデイシヴィリに対して本人不在のまま公判前勾留を宣告した。[2]
- 1月13日 – ジョージアの新議会は政治犯と見なされていた約200人の受刑者を恩赦により釈放した。[3]
- 1月23日 – ビジナ・イヴァニシヴィリ首相は国防大臣イラクリ・アラサニアについて、アラサニアが2013年の大統領選挙で計画した「狭いサークル」の議論を引用した上で、アラサニアが兼任していた副首相の職務を解いた。[4][5]
- 1月23日 – グルジア正教会のイリア2世総主教はモスクワ総主教キリル1世の立会いの下、モスクワにてロシアのウラジーミル・プーチン大統領と会談した。[6]
- 1月24日 – ジョージアのビジナ・イヴァニシヴィリ首相はダボスで開催された世界経済フォーラムに出席し、ロシア側のカウンターパートであるドミートリー・メドヴェージェフ首相と短い会話を行った。グルジアとロシアの行政府の長が会談を行ったのは、2008年の南オセチア紛争以降では初めてのことであった。[7]
- 1月24日 – アルメニアの活動家ヴァハグン・チャハリア（2008年に逮捕）が恩赦法により刑務所から釈放された。[8]

### 2月
- 2月7日 – ミヘイル・サアカシュヴィリ大統領による議会での年次教書演説が2月8日に予定されていた。しかしながら議会で過半数を占める政党連合「ジョージアの夢」によって、年次教書演説の実施延期が図られた。政党連合「ジョージアの夢」が提案していた、大統領の権限を制限しようとする憲法改正について、論争となったためであった。サアカシュヴィリ大統領はジョージア国立国会図書館で演説を行うことを決定した。[9]
- 2月8日 – 国立国会図書館の外において、300余の抗議団体が、ミヘイル・サアカシュヴィリ大統領が属する議会少数党「統一国民運動」の党員らに暴行を行った。大統領は年次教書演説の発表を大統領官邸から強行した。[9]

### 3月

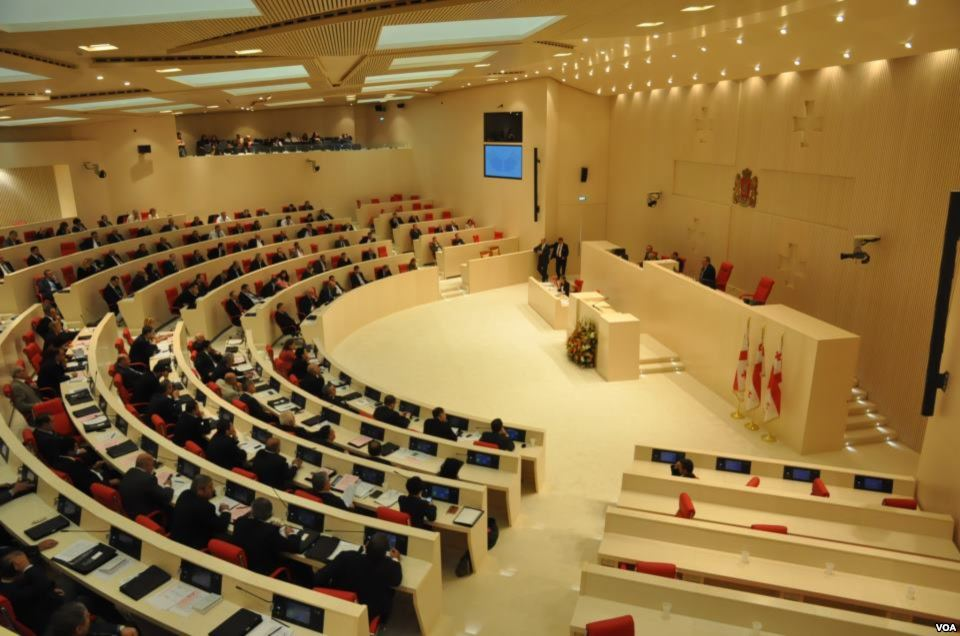
2013年4月の国会議場となったクタイシの公会堂

- 3月4日 – 「統一国民運動」のミヘイル・サアカシュヴィリ大統領と「ジョージアの夢」のビジナ・イヴァニシヴィリ首相がトビリシで会談を行った。しかしながら意見の相違により、具体的な成果は得られなかった。[10]
- 3月4日 – 二大政党の「ジョージアの夢」と「統一国民運動」が共同で起草した親欧米派の外交政策路線について、ジョージア国会は決議採択した。[11]
- 3月21日 – ジョージア国会は全会一致で、大統領権限のうち議会の承認なしに政府閣僚を任命できる権限を取り除く憲法改正を可決した。先行して実施された拘束力のない試験投票の結果から、ミヘイル・サアカシュヴィリ大統領の勢力は、議会で多数派を占める政党連合「ジョージアの夢」が憲法改正に必要な3分の2以上の票を獲得できないと推測していた。憲法改正は、2013年3月25日の3次集計および最終集計をもって可決された。[12][13]

### 4月
- 4月19日 – 政党「統一国民運動」とミヘイル・サアカシュヴィリ大統領の支持者10,000人超がトビリシの繁華街に集結した。これは2012年10月の議会選挙での敗北以来、初めての大規模な集会であった。[14]
- 4月27日 – 政党連合「ジョージアの夢」は国会補欠選挙において、3議席すべてを獲得した。勝利した選挙区はナザラデヴィ（トビリシ）、バグダティ、サムトレディアであった。[15]

### 5月

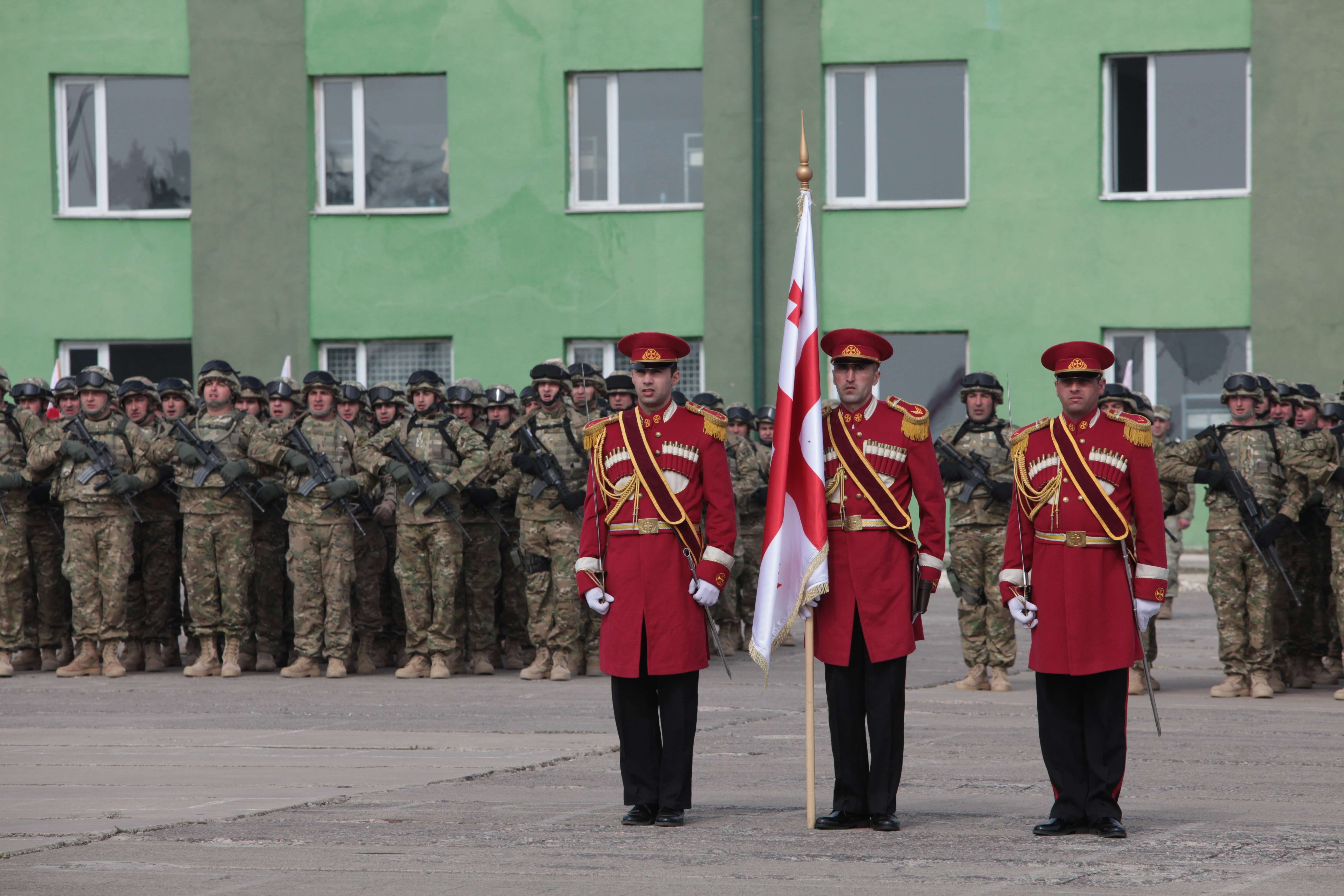
第42歩兵大隊と第33歩兵大隊のアフガニスタン派兵式典（2013年3月22日）

- 5月12日 – 政党連合「ジョージアの夢」のメンバーであるゲラ・クヴェデリゼ第一内務副大臣が、内密に記録したスリーサムによる性行為の映像を漏出したとして、プライバシー侵害の容疑により逮捕された。[16]
- 5月13日 – アフガニスタンのヘルマンド州を拠点にしていたジョージア軍の基地に対して、反政府軍が攻撃を行った。ジョージアの国際治安支援部隊の構成部隊は、直ちに反政府軍を撃退した。ジョージア人の被害者は死者3名、負傷者27名であった。[17]
- 5月17日 – 2013年、トビリシにおいて反ホモフォビアに抗議する活動が実施されたが、騒動となり30余人が負傷した。トビリシの繁華街では反ホモフォビアを訴える集会が計画されていたが、正教徒の司祭らが反ホモフォビア集会に対する抗議デモを行った（2013年トビリシ反ホモフォビア集会抗議デモ）。[18][19]
- 5月18日 – スウェーデンのマルメで開催されたユーロビジョン・ソング・コンテスト2013において、ジョージアの2人組ソポ・ゲロヴァニとノディコ・タティシヴィリが決勝まで進み、15位の成績を収めた。彼らの楽曲「Waterfall」はマルセル・ブザンソン賞の「記者賞」を受賞した。[20]
- 5月21日 – 前ジョージア首相である統一国民運動のイヴァニ・メラビシヴィリ幹事長とカヘティ州のズラブ・チアベラシヴィリ州知事が、2012年の選挙期間中に公的資金520万ラリを選挙活動に流用した疑惑により、取り調べの為に逮捕された。同党はこの告発を、ビジナ・イヴァニシヴィリ政権に対立する統一国民運動への政治的攻撃であると主張した。[21]

### 6月

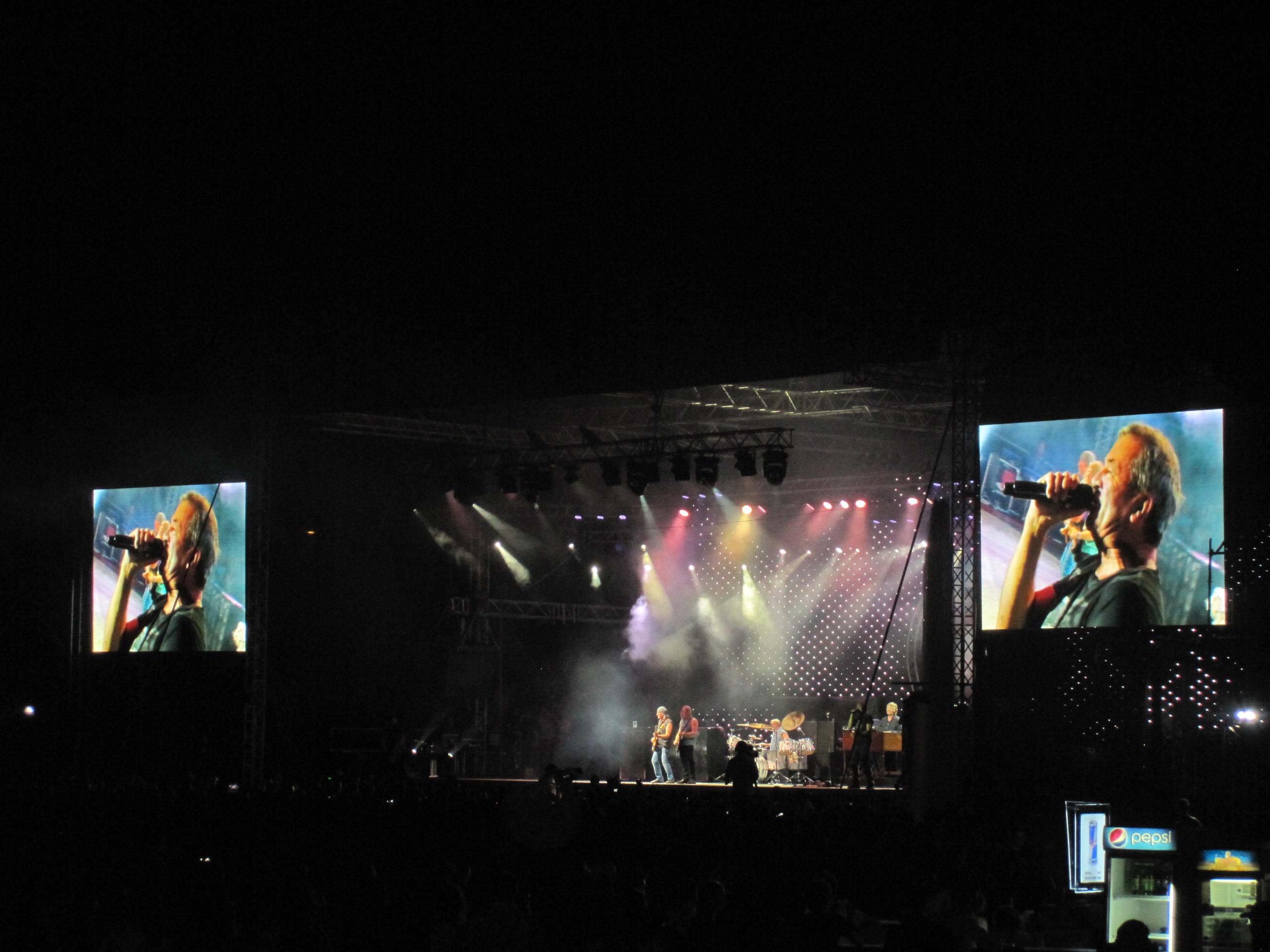
トビリシ・オープン・エア2013で演奏を披露するディープ・パープル

- 6月5日 – 音楽祭トビリシ・オープン・エアにイギリスのロックバンド「ディープ・パープル」が出場し、ディナモ・アレナにおいて演奏を披露した。[22]
- 6月6日 – アフガニスタンに派遣されている国際治安支援部隊の拠点シル・ガザイに反政府派がトラック爆弾を使用して攻撃。ジョージア軍の兵士7人が死亡、9人が負傷した。[23]
- 6月7日–16日 – トビリシにおいてラグビーの国際大会「トビリシカップ」が開催された。
- 6月13日 – ジョージア内務省は「テロ行為の企てを準備段階で阻止した」と発表し、2人の“外国市民”容疑者ミカイル・カディエフとリズヴァン・オマロフを逮捕した。[24]
- 6月27日 – NATO事務総長アナス・フォー・ラスムセンはトビリシを訪問し、元政府高官の逮捕が相次いでいることに懸念を表明した。 彼はビジナ・イヴァニシヴィリ政権に対し、恣意的な裁判を止めるよう要求した。[25]

### 7月
- 7月4日 – ジョージア警察は116キログラムのヘロインを押収した。これは国内の薬物押収量としては過去最大であり、外国籍の人物2名を逮捕した。[26]
- 7月12日 – ジョージアはバヌアツと外交関係の樹立および領事交換に合意・調印した。これによりバヌアツが独立状態にあるアブハジアを国家承認する懸念は終了した。[27]
- 7月22日 – 欧州連合とジョージアは連合協定の一つである「深化した包括的自由貿易協定」について交渉を行い、成功裏に終了した。[28]

### 8月
- 8月26日 – 南部サムツヘ＝ジャヴァヘティ州の地域で緊張状態が激化。ムスリムが多く住むアディゲニ地区の村チェラにおいて、政府がミナレットを強制的に解体したためであった。これについて政府は、建設認可が不足していたためと述べた[29]。このミナレットはその後、2013年11月に自治体協議会により認可が与えられ、再設置された。[30]

### 9月
- 9月9日 – ジョージアはトビリシ航空機製造工場の軍用滑走路を使用して、初の航空ショーを開催した。これはジョージア系アメリカ人の航空技師アレクサンダー・カルトヴェリの生誕記念日を祝うものであった。[31]
- 9月25日 – ミヘイル・サアカシュヴィリ大統領は国際連合総会において、ロシア軍が独立状態にある南オセチアの求めに応じて有刺鉄線フェンスを設置していると演説した。そしてロシア軍がジョージアの領土を切り取り続けていると非難した。[32]

### 10月
- 10月3日 – ジョージア内務省はキルギス国籍のサマル・チョクタエフをテロ事件に関与した疑いで、不在起訴を行った。彼は独立状態にあるアブハジアにおいて、ロシアの携帯電話事業者向けのIT専門家を務めていた。彼はジョージア軍に対立する「聖戦の脅威」の映像を作成した人物であるとジョージア警察により特定されており、この映像は6月頃からインターネット上に出回っていた。[33]
- 10月15日 – ミヘイル・サアカシュヴィリ政権下で国防大臣を務めたダヴィード・カゼラシュヴィリが贈収賄の容疑を受け、国際刑事警察機構の令状によりフランスで拘束された。ジョージア政府はカゼラシュヴィリ元国防大臣の身柄引き渡しを要求した。[34]
- 10月27日 – 2013年ジョージア大統領選挙において、与党「ジョージアの夢」連合のギオルギ・マルグヴェラシヴィリ候補が62パーセントの票を獲得し、勝利した。ミヘイル・サアカシュヴィリ大統領の統一国民運動はダヴィト・バクラゼを大統領候補に擁立したが、得票率は22パーセントに終わった。[35]

### 11月
- 11月2日 – ビジナ・イヴァニシヴィリ首相は11月末でその職を辞することを発表。後任の首相には「ジョージアの夢」の盟友イラクリ・ガリバシヴィリ内務大臣を指名した。[36]
- 11月3日 – 退任を控えたミヘイル・サアカシヴィリ大統領は、自身の政権で内務大臣を務めたバチャナ・アハライアに恩赦を行った。アハライア元内務大臣は2006年3月、刑務所内での暴動で流血した受刑者に対して非人道的な治療を行ったとして、有罪判決を受けた。アハライア元内務大臣は職権乱用の容疑についての裁判が係属中であることから、引き続き刑務所に留まった。[37]
- 11月7日 – ジョージアの検事正アルチル・クビラシヴィリが辞任を表明した。彼はジョージア政府内での改革に関する意見の相違が理由であると述べた。[38]
- 11月17日 – ギオルギ・マルグヴェラシヴィリがジョージアの第4代大統領として就任宣誓を行った。また同時に新憲法も発効し、これにより首相の権限は増大し、大統領の権限は縮小した。[39]
- 11月20日 – ジョージア国会は新首相イラクリ・ガリバシヴィリとその内閣を、93対19で承認した。[40]
- 11月29日 – リトアニアのヴィリニュスで開催された第3回東方パートナーシップ会合において、ジョージアは欧州連合との連合協定に仮調印した。[41][42][43]

### 12月
- 12月4日 – 地方自治政府改革についてジョージア政府が出した提案が、多くの論争を引き起こした。グルジア正教会のイリア2世総主教はジョージア政府案について、ジョージアの全体性を脅かす案であると強く批判した。[44]
- 12月7日 – ミヘイル・サアカシヴィリ元大統領はウクライナのキエフにおいて親ヨーロッパ派の活動家に向けて演説を行い、彼らの活動を支持した。[45]
- 12月22日 – トビリシ市裁判所は、トビリシ市長ギギ・ウグラヤに対して停職処分を行った。彼は与党から野党に転落した統一国民運動のメンバーであり、公的資金4818万ラリを浪費したとして告発を受けていた。[46]
- 12月30日 – 検事正オタル・パルツスハラゼが辞任した。ドイツで起こした過去の犯罪歴が論争となったためであった。[47][48]

## 映画
- 『In Bloom』 – 監督: ナナ・エクチミシヴィリ、ジーモン・グロス
- 『Georgian Shepherd Dog』 – 監督: トマ・チャゲリシヴィリ
- 『Granny』 – 監督: サンドロ・カタマシヴィリ
- 『The Leopard and the Brave』 – 監督:マリアム・カンデラキ
- 『A Fold in My Blanket』 – 監督: ザザ・ルサゼ[49]
- 『Tangerines』 – 監督: ザザ・ウルシャゼ[50]

## 死去
- 1月5日 – ジェマル・アジアシュヴィリ（69歳）、ジョージア系ユダヤ人の作家、元ジョージア国会議員（1992年–2003年）、「重病」による死去[51]
- 1月15日 – ズラブ・ポプハーゼ（40歳）、ジョージアのサッカー選手、指導者、首吊りによる自殺[52]
- 1月17日 – グラム・サガラゼ（84歳）、ジョージアの俳優[53]
- 1月19日 – イラクリ・ツキティシュビリ（91歳）、ジョージアの小児科医[54]
- 1月30日 – ノダル・アンドグラーゼ（91歳）、ジョージアのオペラ歌手（ドラマチックテナー）[55]
- 2月5日 – ナテラ・ラウルシャゼ（91歳）、ジョージアの演劇史家[56]
- 3月10日 – テンギス・アミレジビ（85歳）、ジョージアのピアニスト
- 5月9日 – オタル・メグヴィネツフツェシ（81歳）、ジョージアの俳優
- 5月24日 – ヴィクトル・ドムホヴスキ（65歳）、ジョージアの政治家、国会議員（1991年–92年）、心臓発作（ワルシャワ、ポーランド）[57]
- 6月13日 – ギガ・ロルドキパニゼ（86歳）、ジョージアの舞台監督、映画監督、呼吸器不全[58]
- 6月23日 – ギオルギ・テヴザゼ（26歳）、ジョージアの公道レーサー、自動車事故[59]
- 8月1日 – イアコブ・アフアシヴィリ（86歳）、ジョージアの教育者、人名学者
- 10月4日 – ゴギ・フツィシヴィリ（65歳）、ジョージアの政治学者、人権活動家
- 10月10日 – コテ・コロカシヴィリ（91歳）、ジョージアの民族誌学者
- 10月29日 – ルドルフ・ケーレル（90歳）、ジョージア生まれのドイツ人クラシックピアニスト
- 12月9日 – アブタンディル・ツキチシビリ（63歳）、ジョージアの将官
- 12月12日 – チャブア・アミレジビ（92歳）、ジョージアの作家